# Karl Hedberg
Karl Birger Hedberg, född 3 maj 1866 i Jakob och Johannes församling i Stockholm, död 19 april 1946 i Oscars församling i Stockholm, var en svensk regissör och författare. Han var son till Frans Hedberg och hans hustru Amanda (född Broman), samt bror till Walborg, Tor, Bengt, Nils och Elin Hedberg.

## Biografi
Hedberg blev student 1884, debuterade som skådespelare 1886 och var 1900-1911 regissör vid Svenska teatern samt från 1911 vid Dramatiska teatern. Hedbergs iscensättningar utmärktes av klarhet, kultur och verklighetssinne. Han utgav även noveller som Livets salt (1901) och skrev några lustspel, bland annat det på sin tid populära Hjärtats begär (1900). Han var också verksam som översättare, dels av pjäser, dels av Kipling och Balzac.

## Teater

### Roller (ej komplett)
| År   | Roll     | Produktion                       | Regi | Teater                    |
| ---- | -------- | -------------------------------- | ---- | ------------------------- |
| 1886 | Valentin | Faust Johann Wolfgang von Goethe |      | Engelbrechtska sällskapet |

### Regi (ej komplett)
| År   | Produktion                              | Upphovsmän                                    | Teater                     |
| ---- | --------------------------------------- | --------------------------------------------- | -------------------------- |
| 1905 | Livets dal Das Tal des Lebens           | Max Dreyer                                    | Svenska teatern, Stockholm |
| 1906 | Gillets hemlighet                       | August Strindberg                             | Svenska teatern, Stockholm |
| 1909 | Mrs Dot                                 | W. Somerset Maugham                           | Svenska teatern, Stockholm |
| 1909 | Djävulens lärjunge The Devil's Disciple | George Bernard Shaw                           | Svenska teatern, Stockholm |
| 1910 | Örnarna                                 | Ernst Didring                                 | Svenska teatern, Stockholm |
| 1910 | Högre politik                           | Richard Skowronnek                            | Svenska teatern, Stockholm |
| 1910 | Den heliga lunden Le bois sacre         | Robert de Flers och Gaston Arman de Caillavet | Svenska teatern, Stockholm |
| 1911 | Smith                                   | W. Somerset Maugham                           | Svenska teatern, Stockholm |
| 1911 | Blott en dröm                           | Lothar Schmidt                                | Svenska teatern, Stockholm |
| 1919 | Äventyret                               | Gaston Arman de Caillavet och Robert de Flers | Dramaten                   |
| 1919 | Den gröna fracken                       | Gaston Arman de Caillavet och Robert de Flers | Dramaten                   |
| 1919 | En idealisk äkta man                    | Oscar Wilde                                   | Dramaten                   |
| 1920 | Madame Sans-Gêne                        | Victorien Sardou                              | Dramaten                   |
| 1920 | Paradsängen                             | Gunnar Heiberg                                | Dramaten                   |
| 1920 | Det röda bandet                         | Carl Mathern och Toni Impekoven               | Dramaten                   |
| 1920 | Markis von Keith                        | Frank Wedekind                                | Dramaten                   |
| 1920 | Låt oss skiljas                         | Victorien Sardou och Émile de Najac           | Dramaten                   |
| 1921 | Hemkomsten                              | Robert de Flers och Francis de Croisset       | Dramaten                   |
| 1921 | Villa Hjärtedöd                         | George Bernard Shaw                           | Dramaten                   |
| 1921 | Porträttet Am Teetisch                  | Karl Sloboda                                  | Dramaten                   |
| 1922 | Valet                                   | Alfred Sutro                                  | Dramaten                   |
| 1922 | Gurli                                   | Henrik Christiernsson                         | Dramaten                   |
| 1922 | Sällskap där man har tråkigt            | Édouard Pailleron                             | Dramaten                   |
| 1922 | Peter Peter Ingeborg                    | Curt Goetz                                    | Dramaten                   |
| 1922 | Älskog Liebelei                         | Arthur Schnitzler                             | Dramaten                   |
| 1923 | Nationalmonumentet                      | Tor Hedberg                                   | Dramaten                   |
| 1923 | Vägen till Dover The Dover Road         | A. A. Milne                                   | Dramaten                   |
| 1923 | Sköldpaddskammen                        | Richard Kessler                               | Dramaten                   |
| 1923 | Den beundrandsvärde Crichton            | J. M. Barrie                                  | Dramaten                   |
| 1924 | Äventyrens värld                        | Christian Günther                             | Dramaten                   |
| 1924 | Knock                                   | Jules Romains                                 | Dramaten                   |
| 1924 | Advokaten                               | Eugène Brieux                                 | Dramaten                   |
| 1926 | Värdshusvärdinnan                       | Carlo Goldoni                                 | Dramaten                   |
| 1927 | Doktor Mirakel                          | Robert de Flers och Franois de Croisset       | Dramaten                   |
| 1927 | Markisinnan                             | Noel Coward                                   | Dramaten                   |
| 1928 | Försvarsadvokaten                       | Ferenc Molnar                                 | Dramaten                   |